# Рајтвуд (Калифорнија)
Рајтвуд (енгл. Wrightwood) насељено је место без административног статуса у америчкој савезној држави Калифорнија.

## Демографија
По попису из 2010. године број становника је 4.525, што је 688 (17,9%) становника више него 2000. године.
| Група             | 2000.         | 2010.         |
| Белци             | 3.290 (85,7%) | 3.772 (83,4%) |
| Афроамериканци    | 13 (0,3%)     | 38 (0,8%)     |
| Азијати           | 29 (0,8%)     | 51 (1,1%)     |
| Хиспаноамериканци | 337 (8,8%)    | 538 (11,9%)   |
| Укупно            | 3.837         | 4.525         |